# Ben Crane
Benjamin McCully Crane (* 6. März 1976 in Portland, Oregon) ist ein US-amerikanischer Profigolfer der PGA TOUR.
Als Fünfjähriger erlernte er das Golfspiel bei seinem Großvater. Nach dem Besuch der University of Oregon wurde er im Jahre 1999 Berufsgolfer und gewann 2000 und 2001 je ein Turnier auf der zweitgereihten Nationwide Tour. Crane bekam die Spielberechtigung für die große PGA TOUR ab 2002 und holte sich im darauf folgenden Jahr seinen ersten Titel, bei der BellSouth Classic. 2005 gelang ihm der zweite Turniersieg und im Februar 2006 war Crane der am besten platzierte, jüngste US-Amerikaner in der Golfweltrangliste. Bei den Open Championship im Juli 2006 erreichte er den beachtlichen elften Platz.
Im Juni 2014 verbuchte er seinen bislang fünften Sieg auf der PGA Tour.

## Turniersiege

### PGA TOUR
- 2003 BellSouth Classic
- 2005 U.S. Bank Championship in Milwaukee
- 2010 Farmers Insurance Open
- 2011 McGladrey Classic
- 2014 FedEx St. Jude Classic

### Andere
- 2000 Wichita Open (Nationwide Tour)
- 2001 Gila River Classic at Wild Horse Pass Development (Nationwide Tour)
- 2010 CIMB Asia Pacific Classic Malaysia (Asian Tour)

## Resultate bei Major Championships
| Tournament        | 2002 | 2003 | 2004 | 2005 | 2006 | 2007 | 2008 | 2009 | 2010 | 2011 | 2012 | 2013 | 2014 | 2015 |
| ----------------- | ---- | ---- | ---- | ---- | ---- | ---- | ---- | ---- | ---- | ---- | ---- | ---- | ---- | ---- |
| Masters           | DNP  | DNP  | DNP  | DNP  | CUT  | CUT  | DNP  | DNP  | T25  | CUT  | T17  | DNP  | DNP  | CUT  |
| US Open           | CUT  | DNP  | DNP  | DNP  | 62   | DNP  | T53  | CUT  | CUT  | CUT  | CUT  | DNP  | DNP  |      |
| Open Championship | DNP  | CUT  | DNP  | DNP  | T11  | DNP  | DNP  | CUT  | CUT  | CUT  | DNP  | DNP  | DNP  |      |
| PGA Championship  | DNP  | T48  | T9   | T40  | CUT  | DNP  | CUT  | T43  | T39  | T37  | DNP  | DNP  | WD   |      |

WD = aufgegeben

DNP = nicht teilgenommen

CUT = Cut nicht geschafft

„T“ geteilte Platzierung

Grüner Hintergrund für Siege

Gelber Hintergrund für Top 10